# Deepend
Deepend è un duo olandese di musica elettronica, specializzato in Deep house, formatosi a Roermond e composto dai disc jockey e produttori discografici Falco van den Aker e Bob van Ratingen.

## Carriera
Il duo Deepend è diventato famoso grazie al remix del brano Catch & Release di Matt Simons, in grado di superare le 80 milioni di visualizzazioni su YouTube e 250 milioni riproduzioni su Spotify; inoltre il brano raggiunse la prima posizione in alcune classifiche europee ed è risultato essere il secondo brano più riprodotto dalle radio olandesi del 2016. Nello stesso anno, hanno collaborato anche con Sam Feldt per il brano Runaways, pubblicato tramite Spinnin' Records.

## Discografia

### Singoli
- 2012: LCD (feat. Lauren)
- 2014: Turn It Back (feat. Phable)
- 2016: I'm Just a Skipping Stone (con Claire Guerreso)
- 2016: I'm Intoxicated
- 2016: Runaways (con Sam Feldt feat. Teemu)
- 2017: Every Little Thing (feat. Deb's Daughter)
- 2018: Woke Up In Bangkok (con Younotus feat. Martin Gallop)
- 2018: Could Be Love (con Joe Killington)
- 2019: Only Love
- 2019: One Thing Left To Do
- 2020: Desire (feat. She Keeps Bees)
- 2020: My Heart (NaNaNa) (con YouNotUs feat. FAULHABER)
- 2020: Skinny Dip (Komodo) (feat. Philip Strand)
- 2021: Lonely (feat. Malou)

### Remix
- 2012: Funkda – Need U (Deepend Ibiza Sunset Mix)
- 2014: July Child – When You Call (Deepend Remix)
- 2015: Matt Simons – Catch & Release (Deepend Remix)
- 2015: Alphabet feat. Arc – Anymore (Deepend Remix)
- 2015: Alex Vargas – Solid Ground (Deepend Remix)
- 2015: Autograf – Dream (Deepend Remix)
- 2016: Robin Schulz feat. Akon – Heatwave (Deepend Remix)
- 2016: Gnash feat. Olivia O'Brien – I Hate U, I Love U (Deepend Remix)
- 2018: Alle Farben feat. Ilira – Fading (Deepend Remix)
- 2018: Slimane – Viens on s'aime (Deepend Remix)
- 2019: Ava Max – So Am I (Deepend Remix)
- 2020: NEFFEX – I'Not Worth It (Deepend Remix)
- 2020: Chico Rose & 71 Digits – Somebody's Watching Me (Deepend Remix)